# (5978) Kaminokuni
(5978) Kaminokuni es un asteroide perteneciente al cinturón de asteroides, región del sistema solar que se encuentra entre las órbitas de Marte y Júpiter, descubierto el 16 de noviembre de 1992 por Kin Endate y el también astrónomo Kazuro Watanabe desde el Observatorio de Kitami, Hokkaidō, Japón.

## Designación y nombre
Designado provisionalmente como 1992 WT. Fue nombrado Kaminokuni en homenaje a una de las ciudades más antiguas de Hokkaido, con una población de 8000 habitantes. La historia de la ciudad se puede rastrear durante 800 años, que es inusualmente larga en Hokkaido.

## Características orbitales
Kaminokuni está situado a una distancia media del Sol de 2,229 ua, pudiendo alejarse hasta 2,479 ua y acercarse hasta 1,979 ua. Su excentricidad es 0,112 y la inclinación orbital 6,660 grados. Emplea 1216,21 días en completar una órbita alrededor del Sol.

## Características físicas
La magnitud absoluta de Kaminokuni es 13. Tiene 6,133 km de diámetro y su albedo se estima en 0,325. 